# Шакур, Ассата
Ассата Олугбала Шакур (англ. Assata Olugbala Shakur, имя при рождении Джоэнн Дебора Байрон (англ. JoAnne Deborah Byron), в замужестве Чесимэрд (англ. Chesimard); род. 16 июля 1947, Куинс) — американская политическая и общественная деятельница и разыскиваемая осуждённая преступница, член националистических афроамериканских группировок «Партия чёрных пантер» и «Чёрная освободительная армия». Разыскивается спецслужбами нескольких государств по обвинению в совершении нескольких убийств (в 1971—1973 гг.). Сестра отчима и крёстная мать Тупака Шакура.

## Биография
Родилась в Нью-Йорке в большой бедной афроамериканской семье. В 1950 году её родители развелись, большую часть детства она провела в Уилмингтоне (штат Северная Каролина) с бабушкой. Вскоре сбежала из дома и бродяжничала, затем её взяла на воспитание её тётя Эвелин Уильямс, позднее защищавшая её в суде. С помощью своей тёти Шакур заочно окончила школу. Училась сначала в Манхэттенском колледже, затем в Городском колледже Нью-Йорка, где с середины 1960-х годов начала активно участвовать в афроамериканском протестном движении. В 1967 году была впервые арестована; в апреле того же года вышла замуж за своего однокурсника, также активиста, но в декабре 1970 года развелась с ним. После окончания колледжа вступила в ряды Партии чёрных пантер, вскоре став их видным деятелем. В 1970 году сменила имя.
В мае 1973 года Шакур участвовала в перестрелке на Платной автодороге Нью-Джерси, в ходе которой, как считается, застрелила патрульного полицейского Нью-Джерси Вернера Ферштера и тяжело ранила полицейского Джеймса Харпера. Член Чёрной освободительной армии Зейд Малик Шакур был также убит в этом инциденте, сама Шакур была ранена. Между 1973 и 1977 годами Шакур было предъявлено обвинение в шести других предполагаемых преступных инцидентах — в убийстве, покушении на убийство, вооружённом ограблении, ограблении банка и похищении. По трём из них она была оправдана, по трём другим обвинению не хватило доказательств. В 1977 года Шакур была осуждена за умышленное убийство Ферштера и семь других уголовных преступлений, связанных с перестрелкой, и приговорена к пожизненному заключению.
В 1970-х годах Шакур находилась в заключении в нескольких тюрьмах. Она бежала из тюрьмы в 1979 году с помощью трёх членов Чёрной освободительной армии, захвативших двух охранников в заложники.
С 1984 года живёт на Кубе, куда бежала и где ей предоставили политическое убежище. С 2 мая 2005 года Федеральное бюро расследований классифицировало её как внутреннего террориста и предложило вознаграждение в размере 1 миллиона долларов за помощь в её захвате. 2 мая 2013 года ФБР добавило её в Список наиболее разыскиваемых террористов. ФБР объявило, что поставило Шакур на первое место в своём списке наиболее разыскиваемых террористов женского пола. В тот же день Генеральный прокурор Нью-Джерси предложил увеличить обещанную ФБР награду, увеличив совокупное вознаграждение за её захват до 2 миллионов долларов.
Попытки добиться её выдачи привели к письмам Папе Римскому и резолюции Конгресса США. Её жизнь стала темой литературных произведений, фильмов и песен.